# Regna distrikt
Regna distrikt är ett distrikt i Finspångs kommun och Östergötlands län. Distriktet ligger omkring Regna i norra Östergötland. Den nordvästra delen av distriktet ligger i Närke.

## Tidigare administrativ tillhörighet
Distriktet inrättades 2016 och utgör socknen Regna i Finspångs kommun.
Området motsvarar den omfattning Regna församling hade vid årsskiftet 1999/2000.